# Pond
Pour les articles homonymes, voir Pond (homonymie).
Pond est un groupe de rock psychédélique australien, originaire de Perth, en Australie-Occidentale. Formé en 2008, le groupe ne possède aucune formation stable, et inclut actuellement Nick Allbrook, Jay Watson, Joe Ryan (Mink Mussel Creek) et Jamie Terry (The Silents).

## Biographie
Pond s'est formé en 2008 à Perth, autour des membres Nick Allbrook, Jay Watson et Joe Ryan. L'idée de départ du groupe était de permettre à tous ceux qui le souhaitaient de jouer ce qu'ils voulaient, dans un projet musical collaboratif.
Leur premier album studio, intitulé Psychedelic Mango, est sorti en 2009, et tient de la pop psychédélique. Leur deuxième album, Corridors of Blissterday, est enregistré en live en cinq jours, avec un groupe de huit personnes, et est lui aussi sorti en 2009. L'album, Frond, sorti en 2010, contient davantage d'influences pop que les précédents.
Après le succès en 2010 de Innerspeaker, le premier album de Tame Impala, dont trois des membres de Pond font partie, le groupe signe chez Modular Recordings, la maison de disque de Impala et sorti un quatrième album, Beard, Wives, Denim en 2012. 
Pond tourne aux États-Unis en 2012, jouant à des festivals comme le South by Southwest, avec un autre album intitulé Hobo Rocket annoncé pour le futur,. Le 26 mai 2012, le magazine NME nomme Pond « groupe le plus chaud du monde » dans sa liste Hot List. Le 28 juin 2012, Pond joue brièvement avec le meneur des Can, Damo Suzuki, l'une des inspirations de Pond.
Pond retourne jouer aux États-Unis dans divers festivals, et un nouvel album, intitulé Man, It Feels Like Space Again, est sorti le 23 janvier 2015. À l'origine, l'album devait sortir avant Hobo Rocket.

## Membres

### Membres actuels
- Nick Allbrook « Paisley Adams » – chant, flûte, synthétiseur
- Jay Watson « Wesley Goldtouch/Wirey B# Buddah/GUM » – guitare, synthétiseur, basse, chant
- Joseph Ryan « Shoseph Orion McJam » – guitare, basse, chant
- Jamie Terry – synthétiseur, basse
- Kevin Parker « Kaykay Sorbet » – batterie
- Richard Ingham « Aslan McPride »  – guitare, percussions

## Discographie

### Albums studio
- 2009 : Psychedelic Mango
- 2009 : Corridors of Blissterday
- 2010 : Frond
- 2012 : Beard, Wives, Denim
- 2013 : Hobo Rocket
- 2015 : Man It Feels Like Space Again
- 2017 : The Weather
- 2019 : Tasmania
- 2021 : 9
- 2024 : Stung!

### Singles
- Cloud City - Hole in the Sky - (février 2010)
- Annie Orangetree - Hole in the Sky - (avril 2010)
- Greens Pool - Badminton Bandit - (décembre 2010)
- Fantastic Explosion of Time - (janvier 2012)
- Moth Wings - (février 2012)
- You Broke My Cool - (avril 2012)
- Giant Tortoise - (février 2013)
- Xanman - (juin 2013)
- Elvis' Flaming Star - (octobre 2014)
- Sitting up on Our Crane - (décembre 2014)
- Zond - (janvier 2015)